# Down Man
Down Man is een nummer van de Nederlandse band Brainbox. Het nummer verscheen niet officieel op een studioalbum, maar werd in 1969 uitgebracht als de debuutsingle van de band.

## Geschiedenis
Kaz Lux mag als gevolg van het winnen van een talentenjacht in Utrecht een aantal demo’s opnemen en werd daarbij gekoppeld aan Jan Akkerman (gitaar) en Pierre van der Linden (drums). Bovema ziet wel wat in Down Man, maar de opnamen in de Bovemastudio in Bovema lopen uit op een mislukking. Jan Akkerman moest weer gaan werken in de oud-ijzerzaak van zijn vader, wanneer zijn manager John B. van Setten hem aanspoort om een Nederlandse supergroep samen te stellen naar voorbeeld van The Cream. De band, dan bestaande uit Kaz Lux (zang), Jan Akkerman (gitaar), André Reijen (basgitaar) en Pierre van der Linden (drums) trekken in dit geval samen met Wim Jongbloed (toetsen) op 31 januari 1969 opnieuw de Bovemastudio in. Het lied van Lux en Akkerman werd onder leiding van muziekproducent Tim Griek, dan drummer bij Ekseption, op tape gezet. De heropname van Down Man, in wezen een bluesnummer (aldus Akkerman) vermengd met countrymuziek en Rock-'n-roll (aldus Lux), viel in dermate goede aarde dat het werd uitverkozen tot eerste single van Brainbox. Er zouden in de eerste maanden 25.000 stuks verkocht worden.
Het nummer stond oorspronkelijk niet op het debuutalbum Brainbox, maar op de heruitgave van het album in 1996 werd het opgenomen als bonustrack.
Het nummer is door regisseur Anton Corbijn gebruikt in zijn film A Most Wanted Man.

## Verhaal
De hoofdpersoon van het nummer zit alleen in een kamer (te horen in de openingsregel "A man, a room, a man alone in a room"). De man is eenzaam en heeft niets om voor te leven.

## Hitnoteringen
Down Man werd vooral een hit in Nederland, waar het de dertiende plaats in de Top 40 en de zevende plaats in de Parool Top 20 bereikte. Tevens werd het een bescheiden hit in de Verenigde Staten, in een tijd dat veel Nederlandse bands, waaronder Shocking Blue, George Baker Selection, Focus, Tee Set en Golden Earring een aantal hits hadden in dat land.

### Nederlandse Top 40
| Hitnotering: 01-03-1969 t/m 19-04-1969 | Hitnotering: 01-03-1969 t/m 19-04-1969 | Hitnotering: 01-03-1969 t/m 19-04-1969 | Hitnotering: 01-03-1969 t/m 19-04-1969 | Hitnotering: 01-03-1969 t/m 19-04-1969 | Hitnotering: 01-03-1969 t/m 19-04-1969 | Hitnotering: 01-03-1969 t/m 19-04-1969 | Hitnotering: 01-03-1969 t/m 19-04-1969 | Hitnotering: 01-03-1969 t/m 19-04-1969 | Hitnotering: 01-03-1969 t/m 19-04-1969 |
| Week                                   | 1                                      | 2                                      | 3                                      | 4                                      | 5                                      | 6                                      | 7                                      | 8                                      |                                        |
| -------------------------------------- | -------------------------------------- | -------------------------------------- | -------------------------------------- | -------------------------------------- | -------------------------------------- | -------------------------------------- | -------------------------------------- | -------------------------------------- | -------------------------------------- |
| Positie                                | 37                                     | 15                                     | 13                                     | 14                                     | 21                                     | 32                                     | 29                                     | 32                                     | uit                                    |

### Parool Top 20
| Hitnotering: 08-03-1969 t/m 29-03-1969 | Hitnotering: 08-03-1969 t/m 29-03-1969 | Hitnotering: 08-03-1969 t/m 29-03-1969 | Hitnotering: 08-03-1969 t/m 29-03-1969 | Hitnotering: 08-03-1969 t/m 29-03-1969 | Hitnotering: 08-03-1969 t/m 29-03-1969 |
| Week                                   | 1                                      | 2                                      | 3                                      | 4                                      |                                        |
| -------------------------------------- | -------------------------------------- | -------------------------------------- | -------------------------------------- | -------------------------------------- | -------------------------------------- |
| Positie                                | 16                                     | 7                                      | 10                                     | 12                                     | uit                                    |

### NPO Radio 2 Top 2000
| Nummer met noteringen in de NPO Radio 2 Top 2000 | '00 | '01 | '02 | '03 | '04 | '05 | '06 | '07 | '08 | '09 | '10 | '11 | '12 | '13 | '14  | '15  | '16  | '17  | '18  | '19  | '20  | '21  | '22  |
| ------------------------------------------------ | --- | --- | --- | --- | --- | --- | --- | --- | --- | --- | --- | --- | --- | --- | ---- | ---- | ---- | ---- | ---- | ---- | ---- | ---- | ---- |
| Down Man                                         | 295 | -   | 419 | 382 | 349 | 332 | 407 | 381 | 378 | 504 | 582 | 724 | 867 | 872 | 1034 | 1208 | 1326 | 1276 | 1545 | 1635 | 1740 | 1883 | 1969 |

1. ↑  Een '-' betekent dat het nummer niet was genoteerd en een vetgedrukt getal geeft de hoogste notering aan.
2. ↑  2000 was het eerste jaar met een notering voor dit nummer.
3. ↑  Deze tabel is bijgewerkt tot en met de laatste editie (2024).